# IHF Emerging Nations Championship 2019
IHF Emerging Nations Championship 2019 – trzecia edycja IHF Emerging Nations Championship, oficjalnego międzynarodowego turnieju piłki ręcznej organizowanego przez IHF mającego na zadanie podniesienie poziomu sportowego rozwijających się męskich reprezentacji. Odbyła się w dniach 8–16 czerwca 2019 roku w Gruzji, będąc jednocześnie jednym z etapów kwalifikacji do ME 2022.
W zawodach wzięło udział dwanaście reprezentacji, sześć europejskich oraz sześć łącznie z Ameryk, Afryki oraz Azji, które w pierwszej fazie rywalizowały systemem kołowym podzielone na dwie sześciozespołowe grupy, po czym czołowe dwójki z każdej z grup awansowały do półfinałów. Dla zespołów należących do EHF stawką zawodów było także jedno miejsce w rundzie barażowej eliminacji do ME 2022. Losowanie zostało zaplanowane na 26 kwietnia 2019 roku w siedzibie IHF w Bazylei, a przed nim zespoły zostały podzielone na dwa koszyki. W jego wyniku zostały wyłonione dwie sześciozespołowe grupy, przy czym gospodarz miał prawo wyboru grupy, do której zostanie przydzielony.
W zawodach zwyciężyła reprezentacja Gruzji pokonując w finale Kubę, brąz zdobyli zaś Bułgarzy. Po zakończonym turnieju IHF opublikowała statystyki indywidualne i drużynowe.

## Faza grupowa

### Grupa A
| 8 czerwca 201910:00 | Kolumbia | 25:28(10:10) | Chiny | Tbilisi Sports Palace, Tbilisi Widzów: 150 Sędzia: Ershov, Pavliukov |
| 8 czerwca 201910:00 |          | 25:28(10:10) |       | Tbilisi Sports Palace, Tbilisi Widzów: 150 Sędzia: Ershov, Pavliukov |

| 8 czerwca 201914:00 | Indie | 29:45(15:20) | Azerbejdżan | Tbilisi Sports Palace, Tbilisi Widzów: 98 Sędzia: Da Silva, Magalhães |
| 8 czerwca 201914:00 |       | 29:45(15:20) |             | Tbilisi Sports Palace, Tbilisi Widzów: 98 Sędzia: Da Silva, Magalhães |

| 8 czerwca 201916:00 | Kuba | 35:27(17:9) | Wielka Brytania | Tbilisi Sports Palace, Tbilisi Widzów: 50 Sędzia: Bíró, Kiss |
| 8 czerwca 201916:00 |      | 35:27(17:9) |                 | Tbilisi Sports Palace, Tbilisi Widzów: 50 Sędzia: Bíró, Kiss |

| 9 czerwca 201910:00 | Kolumbia | 35:30(17:15) | Azerbejdżan | Tbilisi Sports Palace, Tbilisi Widzów: 74 Sędzia: Vranes, Wenninger |
| 9 czerwca 201910:00 |          | 35:30(17:15) |             | Tbilisi Sports Palace, Tbilisi Widzów: 74 Sędzia: Vranes, Wenninger |

| 9 czerwca 201912:00 | Chiny | 24:30(10:13) | Kuba | Tbilisi Sports Palace, Tbilisi Widzów: 50 Sędzia: Hannes, Hannes |
| 9 czerwca 201912:00 |       | 24:30(10:13) |      | Tbilisi Sports Palace, Tbilisi Widzów: 50 Sędzia: Hannes, Hannes |

| 9 czerwca 201914:00 | Wielka Brytania | 38:28(16:13) | Indie | Tbilisi Sports Palace, Tbilisi Widzów: 50 Sędzia: Mitrović, Kažanegra |
| 9 czerwca 201914:00 |                 | 38:28(16:13) |       | Tbilisi Sports Palace, Tbilisi Widzów: 50 Sędzia: Mitrović, Kažanegra |

| 10 czerwca 201910:00 | Azerbejdżan | 35:36(15:20) | Wielka Brytania | Tbilisi Sports Palace, Tbilisi Widzów: 50 Sędzia: Carmaux, Mursch |
| 10 czerwca 201910:00 |             | 35:36(15:20) |                 | Tbilisi Sports Palace, Tbilisi Widzów: 50 Sędzia: Carmaux, Mursch |

| 10 czerwca 201912:00 | Kolumbia | 24:31(10:12) | Kuba | Tbilisi Sports Palace, Tbilisi Widzów: 50 Sędzia: Monitillo, Simone |
| 10 czerwca 201912:00 |          | 24:31(10:12) |      | Tbilisi Sports Palace, Tbilisi Widzów: 50 Sędzia: Monitillo, Simone |

| 10 czerwca 201914:00 | Indie | 29:40(15:15) | Chiny | Tbilisi Sports Palace, Tbilisi Widzów: 15 Sędzia: El-Beltagy, Nasser |
| 10 czerwca 201914:00 |       | 29:40(15:15) |       | Tbilisi Sports Palace, Tbilisi Widzów: 15 Sędzia: El-Beltagy, Nasser |

| 12 czerwca 201910:00 | Azerbejdżan | 26:31(13:16) | Kuba | Tbilisi Sports Palace, Tbilisi Widzów: 45 Sędzia: El-Beltagy, Nasser |
| 12 czerwca 201910:00 |             | 26:31(13:16) |      | Tbilisi Sports Palace, Tbilisi Widzów: 45 Sędzia: El-Beltagy, Nasser |

| 12 czerwca 201912:00 | Wielka Brytania | 28:23(12:12) | Chiny | Tbilisi Sports Palace, Tbilisi Widzów: 50 Sędzia: Hermann, Madsen |
| 12 czerwca 201912:00 |                 | 28:23(12:12) |       | Tbilisi Sports Palace, Tbilisi Widzów: 50 Sędzia: Hermann, Madsen |

| 12 czerwca 201914:00 | Kolumbia | 41:36(22:18) | Indie | Tbilisi Sports Palace, Tbilisi Widzów: 79 Sędzia: Ershov, Pavliukov |
| 12 czerwca 201914:00 |          | 41:36(22:18) |       | Tbilisi Sports Palace, Tbilisi Widzów: 79 Sędzia: Ershov, Pavliukov |

| 13 czerwca 201910:00 | Chiny | 35:26(17:12) | Azerbejdżan | Tbilisi Sports Palace, Tbilisi Widzów: 50 Sędzia: Magalhães, Da Silva |
| 13 czerwca 201910:00 |       | 35:26(17:12) |             | Tbilisi Sports Palace, Tbilisi Widzów: 50 Sędzia: Magalhães, Da Silva |

| 13 czerwca 201912:00 | Wielka Brytania | 27:23(13:8) | Kolumbia | Tbilisi Sports Palace, Tbilisi Widzów: 50 Sędzia: Hannes, Hannes |
| 13 czerwca 201912:00 |                 | 27:23(13:8) |          | Tbilisi Sports Palace, Tbilisi Widzów: 50 Sędzia: Hannes, Hannes |

| 13 czerwca 201914:00 | Kuba | 40:29(19:12) | Indie | Tbilisi Sports Palace, Tbilisi Widzów: 68 Sędzia: Kažanegra, Mitrović |
| 13 czerwca 201914:00 |      | 40:29(19:12) |       | Tbilisi Sports Palace, Tbilisi Widzów: 68 Sędzia: Kažanegra, Mitrović |

### Grupa B
| 8 czerwca 201912:00 | Malta | 13:38(6:23) | Bułgaria | Tbilisi Sports Palace, Tbilisi Widzów: 50 Sędzia: Carmaux, Mursch |
| 8 czerwca 201912:00 |       | 13:38(6:23) |          | Tbilisi Sports Palace, Tbilisi Widzów: 50 Sędzia: Carmaux, Mursch |

| 8 czerwca 201918:30 | Nigeria | 14:27(6:14) | Gruzja | Tbilisi Sports Palace, Tbilisi Widzów: 800 Sędzia: Hermann, Madsen |
| 8 czerwca 201918:30 |         | 14:27(6:14) |        | Tbilisi Sports Palace, Tbilisi Widzów: 800 Sędzia: Hermann, Madsen |

| 8 czerwca 201920:30 | Stany Zjednoczone | 37:32(21:17) | Irlandia | Tbilisi Sports Palace, Tbilisi Widzów: 75 Sędzia: Monitillo, Simone |
| 8 czerwca 201920:30 |                   | 37:32(21:17) |          | Tbilisi Sports Palace, Tbilisi Widzów: 75 Sędzia: Monitillo, Simone |

| 9 czerwca 201916:00 | Bułgaria | 38:35(16:17) | Stany Zjednoczone | Tbilisi Sports Palace, Tbilisi Widzów: 87 Sędzia: Jovandić, Sekulić |
| 9 czerwca 201916:00 |          | 38:35(16:17) |                   | Tbilisi Sports Palace, Tbilisi Widzów: 87 Sędzia: Jovandić, Sekulić |

| 9 czerwca 201918:00 | Malta | 13:39(7:16) | Gruzja | Tbilisi Sports Palace, Tbilisi Widzów: 100 Sędzia: El-Beltagy, Nasser |
| 9 czerwca 201918:00 |       | 13:39(7:16) |        | Tbilisi Sports Palace, Tbilisi Widzów: 100 Sędzia: El-Beltagy, Nasser |

| 9 czerwca 201920:00 | Irlandia | 31:31(14:16) | Nigeria | Tbilisi Sports Palace, Tbilisi Widzów: 50 Sędzia: Da Silva, Magalhães |
| 9 czerwca 201920:00 |          | 31:31(14:16) |         | Tbilisi Sports Palace, Tbilisi Widzów: 50 Sędzia: Da Silva, Magalhães |

| 10 czerwca 201916:00 | Stany Zjednoczone | 44:10(24:8) | Malta | Tbilisi Sports Palace, Tbilisi Widzów: 91 Sędzia: Mitrović, Kažanegra |
| 10 czerwca 201916:00 |                   | 44:10(24:8) |       | Tbilisi Sports Palace, Tbilisi Widzów: 91 Sędzia: Mitrović, Kažanegra |

| 10 czerwca 201918:00 | Gruzja | 37:17(18:7) | Irlandia | Tbilisi Sports Palace, Tbilisi Widzów: 300 Sędzia: Jovandić, Sekulić |
| 10 czerwca 201918:00 |        | 37:17(18:7) |          | Tbilisi Sports Palace, Tbilisi Widzów: 300 Sędzia: Jovandić, Sekulić |

| 10 czerwca 201920:00 | Nigeria | 19:27(5:12) | Bułgaria | Tbilisi Sports Palace, Tbilisi Widzów: 76 Sędzia: Ershov, Pavliukov |
| 10 czerwca 201920:00 |         | 19:27(5:12) |          | Tbilisi Sports Palace, Tbilisi Widzów: 76 Sędzia: Ershov, Pavliukov |

| 12 czerwca 201916:00 | Irlandia | 22:37(10:16) | Bułgaria | Tbilisi Sports Palace, Tbilisi Widzów: 70 Sędzia: Hannes, Hannes |
| 12 czerwca 201916:00 |          | 22:37(10:16) |          | Tbilisi Sports Palace, Tbilisi Widzów: 70 Sędzia: Hannes, Hannes |

| 12 czerwca 201918:00 | Gruzja | 28:22(17:11) | Stany Zjednoczone | Tbilisi Sports Palace, Tbilisi Widzów: 270 Sędzia: Bíró, Kiss |
| 12 czerwca 201918:00 |        | 28:22(17:11) |                   | Tbilisi Sports Palace, Tbilisi Widzów: 270 Sędzia: Bíró, Kiss |

| 12 czerwca 201920:00 | Malta | 13:40(4:18) | Nigeria | Tbilisi Sports Palace, Tbilisi Widzów: 69 Sędzia: Vranes, Wenninger |
| 12 czerwca 201920:00 |       | 13:40(4:18) |         | Tbilisi Sports Palace, Tbilisi Widzów: 69 Sędzia: Vranes, Wenninger |

| 13 czerwca 201916:00 | Irlandia | 41:23(24:12) | Malta | Tbilisi Sports Palace, Tbilisi Widzów: 70 Sędzia: Monitillo, Simone |
| 13 czerwca 201916:00 |          | 41:23(24:12) |       | Tbilisi Sports Palace, Tbilisi Widzów: 70 Sędzia: Monitillo, Simone |

| 13 czerwca 201918:00 | Bułgaria | 19:35(11:19) | Gruzja | Tbilisi Sports Palace, Tbilisi Widzów: 174 Sędzia: Carmaux, Mursch |
| 13 czerwca 201918:00 |          | 19:35(11:19) |        | Tbilisi Sports Palace, Tbilisi Widzów: 174 Sędzia: Carmaux, Mursch |

| 13 czerwca 201920:00 | Stany Zjednoczone | 38:24(15:10) | Nigeria | Tbilisi Sports Palace, Tbilisi Widzów: 30 Sędzia: Hermann, Madsen |
| 13 czerwca 201920:00 |                   | 38:24(15:10) |         | Tbilisi Sports Palace, Tbilisi Widzów: 30 Sędzia: Hermann, Madsen |

## Faza pucharowa

### Mecze o miejsca 1–4
|  |                 |                 |           |                   |    |       |       |       |
|  | Półfinały       | Półfinały       | Półfinały |                   |    | Finał | Finał | Finał |
|  | Półfinały       | Półfinały       | Półfinały |                   |    | Finał | Finał | Finał |
|  | 15 czerwca 2019 |                 |           |                   |    |       |       |       |
|  |                 |                 |           |                   |    |       |       |       |
|  | Kuba            | Kuba            | 39        |                   |    |       |       |       |
|  | Kuba            | Kuba            | 39        | 16 czerwca 2019   |    |       |       |       |
|  | Bułgaria        | Bułgaria        | 36        |                   |    |       |       |       |
|  | Bułgaria        | Bułgaria        | 36        |                   |    | Kuba  | Kuba  | 21    |
|  | 15 czerwca 2019 |                 |           |                   |    | Kuba  | Kuba  | 21    |
|  |                 |                 | Gruzja    | Gruzja            | 31 |       |       |       |
|  | Gruzja          | Gruzja          | Gruzja    | Gruzja            | 31 | 28    |       |       |
|  | Gruzja          | Gruzja          |           |                   |    |       |       |       |
|  | Wielka Brytania | Wielka Brytania | 21        |                   |    |       |       |       |
|  | Wielka Brytania | Wielka Brytania | 21        | Mecz o 3. miejsce |    |       |       |       |
|  |                 |                 |           |                   |    |       |       |       |
|  | 16 czerwca 2019 |                 |           |                   |    |       |       |       |
|  |                 |                 |           |                   |    |       |       |       |
|  | Bułgaria        | Bułgaria        | 47        |                   |    |       |       |       |
|  | Bułgaria        | Bułgaria        | 47        |                   |    |       |       |       |
|  | Wielka Brytania | Wielka Brytania | 31        |                   |    |       |       |       |
|  | Wielka Brytania | Wielka Brytania | 31        |                   |    |       |       |       |

| 15 czerwca 201918:00 | Gruzja | 28:21(13:10) | Wielka Brytania | Tbilisi Sports Palace, Tbilisi Widzów: 198 Sędzia: Hermann, Madsen |
| 15 czerwca 201918:00 |        | 28:21(13:10) |                 | Tbilisi Sports Palace, Tbilisi Widzów: 198 Sędzia: Hermann, Madsen |

| 15 czerwca 201920:00 | Kuba | 39:36(20:14) | Bułgaria | Tbilisi Sports Palace, Tbilisi Widzów: 50 Sędzia: Jovandić, Sekulić |
| 15 czerwca 201920:00 |      | 39:36(20:14) |          | Tbilisi Sports Palace, Tbilisi Widzów: 50 Sędzia: Jovandić, Sekulić |

| 16 czerwca 201918:00 | Bułgaria | 47:31(26:17) | Wielka Brytania | Tbilisi Sports Palace, Tbilisi Widzów: 100 Sędzia: Hannes, Hannes |
| 16 czerwca 201918:00 |          | 47:31(26:17) |                 | Tbilisi Sports Palace, Tbilisi Widzów: 100 Sędzia: Hannes, Hannes |

| 16 czerwca 201920:00 | Kuba | 21:31(10:14) | Gruzja | Tbilisi Sports Palace, Tbilisi Widzów: 515 Sędzia: Bíró, Kiss |
| 16 czerwca 201920:00 |      | 21:31(10:14) |        | Tbilisi Sports Palace, Tbilisi Widzów: 515 Sędzia: Bíró, Kiss |

### Mecze o miejsca 5–8
|  |                        |                        |                        |                   |    |                   |                   |                   |
|  | Półfinały o 5. miejsce | Półfinały o 5. miejsce | Półfinały o 5. miejsce |                   |    | Mecz o 5. miejsce | Mecz o 5. miejsce | Mecz o 5. miejsce |
|  | Półfinały o 5. miejsce | Półfinały o 5. miejsce | Półfinały o 5. miejsce |                   |    | Mecz o 5. miejsce | Mecz o 5. miejsce | Mecz o 5. miejsce |
|  | 15 czerwca 2019        |                        |                        |                   |    |                   |                   |                   |
|  |                        |                        |                        |                   |    |                   |                   |                   |
|  | Chiny                  | Chiny                  | 28                     |                   |    |                   |                   |                   |
|  | Chiny                  | Chiny                  | 28                     | 16 czerwca 2019   |    |                   |                   |                   |
|  | Nigeria                | Nigeria                | 24                     |                   |    |                   |                   |                   |
|  | Nigeria                | Nigeria                | 24                     |                   |    | Chiny             | Chiny             | 27                |
|  | 15 czerwca 2019        |                        |                        |                   |    | Chiny             | Chiny             | 27                |
|  |                        |                        | Stany Zjednoczone      | Stany Zjednoczone | 35 |                   |                   |                   |
|  | Stany Zjednoczone      | Stany Zjednoczone      | Stany Zjednoczone      | Stany Zjednoczone | 35 | 42                |                   |                   |
|  | Stany Zjednoczone      | Stany Zjednoczone      |                        |                   |    |                   |                   |                   |
|  | Kolumbia               | Kolumbia               | 32                     |                   |    |                   |                   |                   |
|  | Kolumbia               | Kolumbia               | 32                     | Mecz o 3. miejsce |    |                   |                   |                   |
|  |                        |                        |                        |                   |    |                   |                   |                   |
|  | 16 czerwca 2019        |                        |                        |                   |    |                   |                   |                   |
|  |                        |                        |                        |                   |    |                   |                   |                   |
|  | Nigeria                | Nigeria                | 33                     |                   |    |                   |                   |                   |
|  | Nigeria                | Nigeria                | 33                     |                   |    |                   |                   |                   |
|  | Kolumbia               | Kolumbia               | 31                     |                   |    |                   |                   |                   |
|  | Kolumbia               | Kolumbia               | 31                     |                   |    |                   |                   |                   |

| 15 czerwca 201914:00 | Chiny | 28:24(12:13) | Nigeria | Tbilisi Sports Palace, Tbilisi Widzów: 50 Sędzia: Bíró, Kiss |
| 15 czerwca 201914:00 |       | 28:24(12:13) |         | Tbilisi Sports Palace, Tbilisi Widzów: 50 Sędzia: Bíró, Kiss |

| 15 czerwca 201916:00 | Stany Zjednoczone | 42:32(22:18) | Kolumbia | Tbilisi Sports Palace, Tbilisi Widzów: 50 Sędzia: Carmaux, Mursch |
| 15 czerwca 201916:00 |                   | 42:32(22:18) |          | Tbilisi Sports Palace, Tbilisi Widzów: 50 Sędzia: Carmaux, Mursch |

| 16 czerwca 201914:00 | Nigeria | 33:31(20:14) | Kolumbia | Tbilisi Sports Palace, Tbilisi Widzów: 35 Sędzia: Da Silva, Magalhães |
| 16 czerwca 201914:00 |         | 33:31(20:14) |          | Tbilisi Sports Palace, Tbilisi Widzów: 35 Sędzia: Da Silva, Magalhães |

| 16 czerwca 201916:00 | Chiny | 27:35(16:16) | Stany Zjednoczone | Tbilisi Sports Palace, Tbilisi Widzów: 100 Sędzia: Jovandić, Sekulić |
| 16 czerwca 201916:00 |       | 27:35(16:16) |                   | Tbilisi Sports Palace, Tbilisi Widzów: 100 Sędzia: Jovandić, Sekulić |

### Mecze o miejsca 9–12
|  |                        |                        |                        |                   |    |                   |                   |                   |
|  | Półfinały o 9. miejsce | Półfinały o 9. miejsce | Półfinały o 9. miejsce |                   |    | Mecz o 9. miejsce | Mecz o 9. miejsce | Mecz o 9. miejsce |
|  | Półfinały o 9. miejsce | Półfinały o 9. miejsce | Półfinały o 9. miejsce |                   |    | Mecz o 9. miejsce | Mecz o 9. miejsce | Mecz o 9. miejsce |
|  | 15 czerwca 2019        |                        |                        |                   |    |                   |                   |                   |
|  |                        |                        |                        |                   |    |                   |                   |                   |
|  | Azerbejdżan            | Azerbejdżan            | 37                     |                   |    |                   |                   |                   |
|  | Azerbejdżan            | Azerbejdżan            | 37                     | 16 czerwca 2019   |    |                   |                   |                   |
|  | Malta                  | Malta                  | 22                     |                   |    |                   |                   |                   |
|  | Malta                  | Malta                  | 22                     |                   |    | Azerbejdżan       | Azerbejdżan       | 28                |
|  | 15 czerwca 2019        |                        |                        |                   |    | Azerbejdżan       | Azerbejdżan       | 28                |
|  |                        |                        | Indie                  | Indie             | 46 |                   |                   |                   |
|  | Irlandia               | Irlandia               | Indie                  | Indie             | 46 | 38                |                   |                   |
|  | Irlandia               | Irlandia               |                        |                   |    |                   |                   |                   |
|  | Indie                  | Indie                  | 39                     |                   |    |                   |                   |                   |
|  | Indie                  | Indie                  | 39                     | Mecz o 3. miejsce |    |                   |                   |                   |
|  |                        |                        |                        |                   |    |                   |                   |                   |
|  | 16 czerwca 2019        |                        |                        |                   |    |                   |                   |                   |
|  |                        |                        |                        |                   |    |                   |                   |                   |
|  | Malta                  | Malta                  | 18                     |                   |    |                   |                   |                   |
|  | Malta                  | Malta                  | 18                     |                   |    |                   |                   |                   |
|  | Irlandia               | Irlandia               | 39                     |                   |    |                   |                   |                   |
|  | Irlandia               | Irlandia               | 39                     |                   |    |                   |                   |                   |

| 15 czerwca 201910:00 | Azerbejdżan | 37:22(18:13) | Malta | Tbilisi Sports Palace, Tbilisi Widzów: 40 Sędzia: Ershov, Pavliukov |
| 15 czerwca 201910:00 |             | 37:22(18:13) |       | Tbilisi Sports Palace, Tbilisi Widzów: 40 Sędzia: Ershov, Pavliukov |

| 15 czerwca 201912:00 | Irlandia | 38:39(14:19) | Indie | Tbilisi Sports Palace, Tbilisi Widzów: 64 Sędzia: Da Silva, Magalhães |
| 15 czerwca 201912:00 |          | 38:39(14:19) |       | Tbilisi Sports Palace, Tbilisi Widzów: 64 Sędzia: Da Silva, Magalhães |

| 16 czerwca 201910:00 | Malta | 18:39(11:23) | Irlandia | Tbilisi Sports Palace, Tbilisi Widzów: 50 Sędzia: El-Beltagy, Nasser |
| 16 czerwca 201910:00 |       | 18:39(11:23) |          | Tbilisi Sports Palace, Tbilisi Widzów: 50 Sędzia: El-Beltagy, Nasser |

| 16 czerwca 201912:00 | Azerbejdżan | 28:46(13:18) | Indie | Tbilisi Sports Palace, Tbilisi Widzów: 63 Sędzia: Hermann, Madsen |
| 16 czerwca 201912:00 |             | 28:46(13:18) |       | Tbilisi Sports Palace, Tbilisi Widzów: 63 Sędzia: Hermann, Madsen |

## Klasyfikacja końcowa
| Miejsce | Reprezentacja     | Składy | Uwagi                                          |
| ------- | ----------------- | ------ | ---------------------------------------------- |
| złoto   | Gruzja            |        | awans do rundy barażowej eliminacji do ME 2022 |
| srebro  | Kuba              |        |                                                |
| brąz    | Bułgaria          |        |                                                |
| 4       | Wielka Brytania   |        |                                                |
| 5       | Stany Zjednoczone |        |                                                |
| 6       | Chiny             |        |                                                |
| 7       | Nigeria           |        |                                                |
| 8       | Kolumbia          |        |                                                |
| 9       | Indie             |        |                                                |
| 10      | Azerbejdżan       |        |                                                |
| 11      | Irlandia          |        |                                                |
| 12      | Malta             |        |                                                |

## Nagrody indywidualne
Nagrody indywidualne otrzymali:
| MVP                  | Najlepszy bramkarz | Najlepszy lewoskrzydłowy | Najlepszy lewy rozgrywający | Najlepszy środkowy rozgrywający | Najlepszy prawy rozgrywający | Najlepszy prawoskrzydłowy | Najlepszy obrotowy               |
| -------------------- | ------------------ | ------------------------ | --------------------------- | ------------------------------- | ---------------------------- | ------------------------- | -------------------------------- |
| Giorgi Tskhovrebadze | Magnol Suarez Fiss | Peijie Huang             | Teimuraz Orjonikidze        | Kristian Vasilev                | Giorgi Tskhovrebadze         | Svetlin Dimitrov          | Eduardo Raynier Valiente Sarrias |